# Gibson Flying V
Gibson Flying V — модель електрогітари, яка була вперше представлена компанією Gibson в 1958 році. Flying V отримала абсолютно новий, радикальний, «футуристичний» дизайн корпусу, як і її побратими: Explorer, випущена в тому ж році, і Moderne, розроблена в 1957 році, але не випущена до 1982 року. Початкова серія гітар виготовлялася з особливого африканського дерева лімба, що продається компанією Gibson під торговою назвою «коріна». В пізніших моделях використовувалися більш традиційні породи дерева.
Можливо, занадто радикальна для свого часу, початкова серія гітар Flying V не мала великого успіху, і було виготовлено та продано менше 100 штук. Деякі музиканти, такі як блюзовий гітарист Альберт Кінг та рок-гітаристи Лонні Мак і Дейв Девіс, були захоплені унікальним дизайном і допомогли популяризувати модель через роки після того, як вона була знята з виробництва. Після того, як нова популярність призвела до збільшення попиту, Gibson виготовив невелику кількість гітар Flying V в 1963 році з деталей, що залишилися від початкової серії, а в 1967 році гітара знову стала регулярно випускатися і з тих пір перевидавалася безліч разів. З 1979 по 1982 рік було випущено низку модифікацій, включаючи оновлену модель Flying V2, а з 2007 по 2008 рік – незвичайну Reverse Flying V.

## Походження
У середині 1950-х років президент Gibson Тед Маккарті наполягав на створенні лінійки модерністських гітар, щоб конкурувати з новоствореною і дуже успішною моделлю Fender Stratocaster. У 1957 році були виготовлені прототипи гітар, включаючи версію з червоного дерева, від якої відмовилися, оскільки вона була надзвичайно важкою. Зрештою, вони використовували деревину лімби, яку компанія продавала як «коріна» (термін, винайдений Ґібсоном). Ця деревина схожа на червоне дерево, але світліша за кольором і важить менше, ніж червоне дерево, хоча має схожі тональні характеристики. Flying V мала дві сестринські моделі, які були розроблені паралельно з нею і дебютували на виставці NAMM того ж року – Futura і Moderne. На основі відгуків на виставці NAMM, тільки Flying V і Futura, яку перейменували в Explorer, були запущені у виробництво, в той час як початковий прототип Moderne більше ніколи не бачили, хоча через кілька десятиліть серійні моделі були випущені. Ці моделі повинні були додати більш футуристичний аспект до іміджу Gibson, але вони не продавалися добре.
Після першого запуску в 1958 році виробництво було припинено в 1959 році. Виробничі записи вказують на те, що 98 гітар Flying V були виготовлені протягом початкового періоду 1958-1959 рр. Деякі інструменти були зібрані із залишків деталей і відправлені в 1963 році, з нікельованим, а не позолоченим покриттям фурнітури. Завдяки рідкісності початкової серії і подальшій популярності перевиданих моделей, Korina Flying V 1958-59 років є однією з найцінніших серійних гітар на ринку, займаючи 5 місце в списку 25 найкращих гітар 2011 року, опублікованому журналом Vintage Guitar, і коштуючи від 200 000 до 250 000 доларів США станом на 2011 рік.
Відомий блюзовий гітарист Альберт Кінг і піонер блюз-року Лонні Мак почали використовувати гітару відразу ж. Мак використовував свою Flying V 1958 року майже виключно протягом своєї довгої кар'єри. Оскільки вона була сьомою з конвеєра першого року випуску, він назвав її «Номер 7». Кінг використовував свій оригінальний інструмент 1958 року, названий Люсі, до середини 70-х років, а згодом замінив його на різні кастомні Flying V. Пізніше, в середині-кінці 1960-х, такі гітаристи, як Дейв Девіс, в пошуках оригінальної гітари з потужним звучанням також почали використовувати Flying V. Відроджений інтерес створив попит для Gibson на перевидання моделі.

### Перевидання
Компанія перевипустила гітару з махагоні в 1967 році, оновивши її дизайн, додавши більший звукознімач і замінивши оригінальний бридж зі струнами, що вставлялися через задню накладку, на короткий важіль тремоло Maestro Tremolo. Ця модель 1967 року стала стандартом для Flying V, хоча попередній дизайн періодично перевидається. Як і в інших гітар Gibson, голова грифа нахилена під кутом 17 градусів, щоб посилити тиск струн на гайку і збільшити тривалість звучання отриманого звуку.. Конструкція гітари розміщує звукознімачі близько до центру маси всієї гітари, що ще більше посилює її звучання.

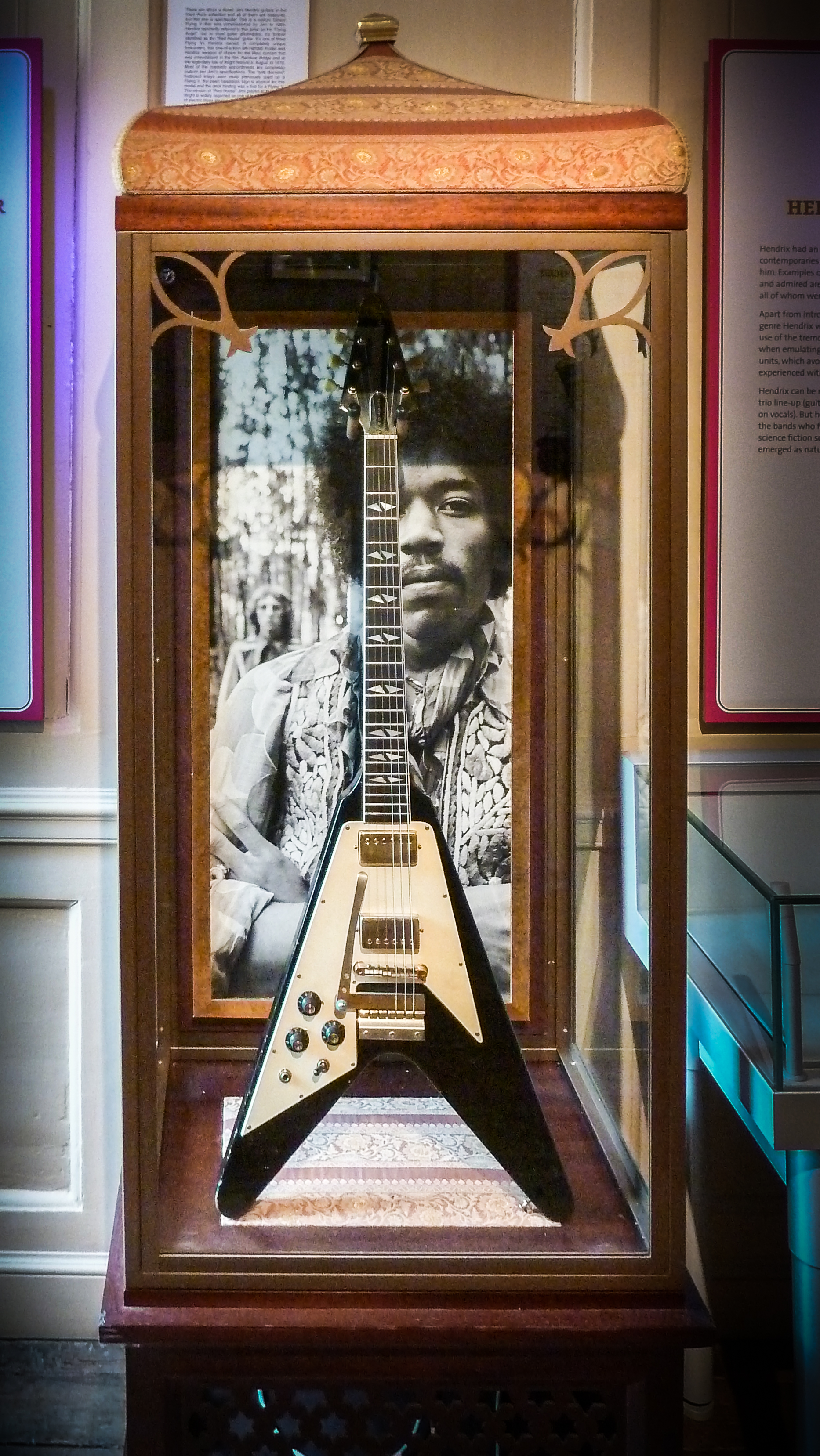
Виготовлена на замовлення гітара Flying V 1969 року Джимі Гендрікса з конфігурацією для лівої руки

Джимі Гендрікс володів моделями 67-го, 68-го і 69-го року на замовлення з інкрустацією у вигляді наконечників індіанських стріл ладів, зроблених на замовлення Гендрікса. У 2020 році Gibson випустив 125 праворуких кастомних репродукцій Flying V Гендрікса 69-го року і 25 копій для лівої руки. Марк Болан з гурту T. Rex володів рідкісною Flying V з горіхового дерева, яких було виготовлено всього 35 штук між 1967 і 1971 роками. Гітара Болана була частиною тієї ж серії Flying V, що й гітара Гендрікса. Біллі Ґіббонс з ZZ Top грав на ранній версії з коріни на альбомі Fandango!. Пізніше модель стала популярною в хеві-металі завдяки своєму агресивному зовнішньому вигляду і використовувалася гітаристами Полом Стенлі, Рудольфом Шенкером, Енді Павеллом, Вольфом Гофманом, Міхаелем Шенкером, К. К. Даунінгом, Джеймсом Гетфілдом, Кірком Гемметтом і Дейвом Мастейном.

### Сучасні моделі
І Gibson, і Epiphone в даний час випускають модель зразка 1958 року, розроблену під оригінальні моделі з коріни.
Хоча ця гітара була основною в лінійці Gibson, її виробництво періодично припинялося в 2010-х роках, разом з Gibson Explorer. У 2015 році Gibson не випускав серійну модель Flying V, тому обмежена серія високопродуктивних (HP) гітар була виготовлена майстернею Gibson Custom Shop «демо-версіями» для японського ринку. Ці Flying V для японського ринку були сконструйовані подібно до моделей середини 70-х років із закрученим грифом і невеликим поріжком. Вони включали в себе накладку грифа з гранаділло, гриф з підвищеним профілем і тонкий корпус вагою 2721 грамм. У 2016 році Gibson перенесла деякі особливості з демо-версій Pro HP для японського ринку 2015 року і випустила модель Flying V Pro, яка також мала трохи менший корпус. Проте традиційні версії мали точкові інкрустації, а версії HP – кремові палітурки на грифі і корпусі, а також прямокутні перламутрові інкрустації.
У 2021 році майстерня Gibson Custom Shop's Murphy Lab випустила з коріни 81 модель Flying V 58-го року і 19 моделей Explorer 58-го року, щоб вшанувати пам'ять про кількість замовлених гітар у першому виробничому році – 1958-му.

## V Bass
У 1981 році Gibson випустив чотириструнну версію бас-гітари Flying V. Всього було виготовлено 375 штук, більшість з яких були чорного кольору, але кілька – альпійського білого, сріблястого або прозоро-блакитного. Компанія Epiphone також випускала бас-гітари V-подібної форми. Наприкінці 2011 року компанія Gibson перевипустила бас-гітару Flying V під назвою Gibson. Її виробництво було припинено наприкінці 2012 року.